# San Vicente del Palacio
San Vicente del Palacio község Spanyolországban, Valladolid tartományban. San Vicente del Palacio Medina del Campo, Ramiro, Valladolid, Ataquines, Lomoviejo, Fuente el Sol és Rubí de Bracamonte községekkel határos. Lakosainak száma 160 fő (2024).

## Népesség
A település népessége az utóbbi években az alábbiak szerint változott:
| Lakosok száma | 243  | 232  | 218  | 220  | 193  | 186  | 177  | 161  | 158  | 160  |
|               | 2001 | 2004 | 2007 | 2009 | 2012 | 2014 | 2017 | 2019 | 2022 | 2024 |